# Шароноска украшенная
Шароноска украшенная (лат. Sphaerophoria scripta) — вид мух-журчалок из подсемейства Syrphinae.

## Распространение
Встречается в Голарктике и Ориентальной области.

## Описание
Муха длиной 7—12 мм, длина крыльев 5—7 мм. Самки одинаковые, имеют типичную для мух журчалок раскраску, длинное, вытянутое тело и более яркие чем самцы. Самцы имеют такое же строение как и самки но часто разные

## Развитие
Sphaerophoria scripta может прожить полный жизненный цикл, от яйца до уже откладывающей яйца взрослой особи, за шестнадцать дней. В среднем за год этот вид может производить девять поколений.

## Экология и местообитания
Этот вид населяет территории лугов, богатых цветковыми растениями. На шароноску украшенную охотится Tenthredo mesomela, а также, возможно, некоторые представители Ichneumonidae, охотящиеся на личинок.

### Питание
Личинка питается представителями семейства тлей (Aphididae). Взрослые мухи питаются пыльцой и нектаром на различных видах астровых (Asteraceae), а также на борщевике обыкновенном (Heracleum sphondylium), пикульнике обыкновенном (Galeopsis tetrahit), мальве мускусной (Malva moschata) и белозоре болотном (Parnassia palustris).